# Joachim Mununga
Joachim Mununga (* 30. November 1988 in Ottignies-Louvain-la-Neuve) ist ein ehemaliger belgischer Fußballspieler kongolesischer Abstammung.

## Als Spieler
Kwame Mawuena erlernte das Fußballspielen in der Jugendabteilung von Standard Lüttich und später in der Jugendabteilung von RE Mouscron. 2006 wurde er bei AFC Tubize Profifußballer und spielte dort eine Saison. Anschließend wechselte er zur Spielzeit 2007/08 zum KV Mechelen. Nachdem er dort vier Jahre unter Vertrag stand, wechselte Mununga in der Winterpause der Saison 2010/11 zum türkischen Erstligisten Gençlerbirliği Ankara. Dort kam er nur zu sporadischen Einsätzen und konnte sich keinen Stammplatz erkämpfen. Deshalb wechselte er zur Saison 2012/13 zurück in seine Heimat Belgien zum Antwerpener Verein Beerschot AC. Doch schon ein Jahr später schloss er sich RAEC Mons an. Von 2014 bis 2016 spielte er beim israelischen Verein Maccabi Petach Tikwa. Anschließend wechselte er nach Italien zum AS Viterbese Castrense und beendete dort 2017 seine aktive Karriere.

## Als Trainer
Seit dem 18. Oktober 2018 ist Mawuena Co-Trainer des belgischen Zweitligisten Oud-Heverlee Löwen. Vorher trainierte er schon die U-19 und war kurzzeitig Co-Trainer der Reservemannschaft des Vereins.